# زولتان بالاشفی
زولتان بالاشفی (مجاری: Zoltán Balázsfi؛ زادهٔ ۷ ژوئیهٔ ۱۹۶۲) وزنه‌بردار اهل مجارستان بود.